# Georg Schürle
Georg Schürle, né en 1870 à Obergröningen (dans le royaume de Wurtemberg) et mort le 13 octobre 1909, est un missionnaire protestant wurtembergeois, qui œuvra pour la Mission de Bâle au Kamerun, alors colonie de l'Empire allemand. On lui doit également la première publication – posthume – sur la langue bassa.

## Biographie
Fils d'agriculteur, il rejoint la Mission de Bâle qui l'envoie au Cameroun en 1897. D'abord nommé à la station de Lobethal (Sanaga-Maritime), il revient en Allemagne en 1901, puis s'installe à Édéa, où il vit avec sa femme de 1902 à 1908. Tombé malade, il rentre alors définitivement en Europe où il meurt l'année suivante.
Georg Schürle laisse plusieurs manuscrits, dont un dictionnaire de la langue bassa. Par modestie et sens du devoir, il ne le considérait pas comme achevé, mais, dans l'intérêt de la science, sa veuve, Julie Schürle-Gundert, en accepte la publication. Quelques imperfections ont été légèrement retouchées par l'éditrice, mais, en cas de doute, le texte original a été préservé.
La grammaire, dont quelques exemplaires avaient déjà été diffusés auparavant, a été ajoutée à l'édition du dictionnaire.

## Publications
- Die Sprache der Basa in Kamerun. Grammatik und Wörterbuch, L. Friederichsen, Hambourg, 1912, 320 p., [lire en ligne].
- « Afrikanische Liebeslieder. a. Duala-Lieder » [Chants d'amour africains], in Zeitschrift fur Kolonialsprachen, no 3 (3), 1913, p. 244-247 (8 chants douala et 1 chant zaramo, en version originale et dans leur traduction allemande), recueillis par G. Schürle et élaborés par August Klingenheben (de).